# 寮歌
寮歌（りょうか）
1. 寮の歌。寮の住人が自ら歌うために作った歌。
2. 旧制学校の寮の歌。特に、旧制高等学校などの学生寮の歌を指す。以下、詳述する。

## 歴史
寮歌を作る風習は、明治時代の旧制第一高等学校 （学制改革後 東京大学教養学部に吸収・消滅） で始まり、次第に他校に広まった経緯を持つ。

### 起源
旧制第一高等学校は1877年（明治10年）に「東京大学予備門」として発足した後、1886年（明治19年）に「第一高等中学校」、1894年（明治27年）に「第一高等学校」と改称した。その間の1890年（明治23年）2月、当時の木村校長により寄宿寮の自治制が認められ、以来、生徒らは毎年、自治寮の誕生を祝う 「紀念祭」 （他に第三高等学校のみ、それ以外の学校では 「記念祭」） を開催するようになった。
当初は寮歌を作る風習はなかったが、第5回紀念祭の頃からほぼ毎年、紀念祭のための歌が作られるようになった。多くの寮歌は紀念祭で発表され、爾後、多年にわたって生徒らに愛唱された。後に設置された他校もこの習慣に倣っている。
旧制第一高等学校は全寮制を標榜しており、寄宿寮の歌に限らず応援歌・部歌なども寮歌（広義の寮歌）に含めるようになった。後に設置された旧制高等学校でも、「寮の歌」 以外も包括して寮歌と呼ぶ場合が多い。
- 広義の寮歌で最も古い歌は、旧制第一高等学校で1890年（明治23年）4月に作られた応援歌 『花は桜木　人は武士　デンコデンコ』（赤沼金三郎 作詞）とされる。この歌は後に 『端艇部部歌』 となった。
- 狭義の寮歌で最も古い歌は、旧制第一高等学校で1892年（明治25年）に作られた寄宿寮歌 『雪ふらばふれふらばふれ』 であるが、作詞者は生徒ではなく、落合直文教授であった。

初期の寮歌は、演歌、軍歌等のメロディーを借りて生徒が作詞したものが多かったが、1900年（明治33年）以降は、外部によらない、生徒自らが作曲した歌も増えていった。

### 伝承
寮歌の歌詞は、文書で後輩へ伝承されることもあったが、メロディーは口伝であった。楽譜はほとんどの生徒には読めなかった上、音楽的に歌うことを軽蔑する風潮すらあったとされる（バンカラの一種。そもそも文化系の活動自体軽視されていた）。多くの寮歌は原曲と異なる、より歌いやすい形で伝承された。
特に大正時代以降、明治時代に長調で作曲された多くの寮歌が、短調で歌われるようになった。昭和時代に入ってからは、異様に遅く引き伸ばして歌う風習（長嘯）も生まれた。
卒業生がさらに他の諸学校へ寮歌を伝えた例も多く、全国津々浦々の学校の歌に寮歌の影響を見ることができる。その多くは原曲とは異なる伝承であるが、中にはほぼ原曲の姿を残しているものもある。
一方、学校の中だけではなく、一般に広まった寮歌もある。旧制第一高等学校の場合、紀念祭で寮歌の楽譜を一般人に販売していたため、楽譜の読める女学校の生徒や演歌師らの間に寮歌が知られるようになった。その中でも特にヒットしたのは、
- 『春爛漫の花の色』 （明治34年　第11回紀念祭西寮寮歌。矢野勘治 作詞、豊原雄太郎 作曲。）
- 『アムール川の流血や』 （明治34年　第11回紀念祭東寮寮歌。塩田環 作詞、栗林宇一 作曲＜永井建子作曲説もある＞）
- 『嗚呼玉杯に花うけて』 （明治35年　第12回紀念祭東寮寮歌。矢野勘治 作詞、楠正一 作曲）

等の寮歌である。これらの寮歌は、学校の中での伝承とは別の形で一般に広まっていき、革命歌、労働歌、軍歌などにメロディーが借用されたりした （特に 『アムール川の流血や』 の借用率が高かった）。こういった外部の借用に対しては、著作権が云々と問題にすることは特になく、逆に自分たちの歌がそれほどまでに流布していることを得意に思っていたと思われる。この辺りに、旧制高校生の独自のおおらかさを見ることができるのだろうか。
今日、旧制高等学校の同窓会が発行した寮歌集の楽譜と、一般に市販されている音楽書籍の楽譜とが異なるのは、様々に異なる伝承の結果である。

### 終焉
寮歌は大正時代、高等教育機関増設と相俟って全盛を極めたが、第二次世界大戦に前後して寮の自治が制限され、歌うことを禁止された寮歌（旧制浦和高等学校の『武蔵が原』など）や、歌詞の改変を余儀なくされた寮歌（旧制高知高等学校の『豪気節』など）も出るなどして、学生の自由なエネルギーの発露という面からは、衰退していった。戦災で多くの学校が校舎・寮を失い、さらに学制改革が追い討ちをかけた。戦後復興のさなかの1950年（昭和25年）3月、旧制高等学校は最後の卒業生を送り出して廃止された。

### 寮歌の継承
学制改革後、寮歌は制度上旧制高等学校を継承した学校（主に新制大学）に引き継がれたものも多い。特に同時期に新制と旧制の学生が同居した寮では事実上の継承も行われた。
しかし、これらの学校でも、集団寄宿の寮の縮小や廃止が進んで、個別居住の学生宿舎へ多くが転換されたこともあり、寮歌は学生生活のエネルギーという面はほぼなくなり、体育会系の学生を中心に細々と伝承されているに過ぎない。
しかし、国立大学では校歌が存在しない例が珍しくなく、名古屋大学の『伊吹おろし』や熊本大学の『武夫原頭』のように、寮歌を応援や式典にも歌われるという大学もある。
また、例外的に、北海道大学恵迪寮では2018年（平成30年）現在でも寮歌の新作を続けている。中でも昭和35年度寮歌『茫洋の海』（三浦清一郎作歌・前野紀一作曲）は、今までの寮歌の殻を破った新鮮さで評価が高い。恵迪寮は札幌農学校寄宿舎として1876年に設立されて以来、一貫して北海道大学附属の寄宿舎として位置づけられてきたことから現在でも「都ぞ弥生」が北海道大学を代表する歌として式典等で歌われている。
寮歌の継承の方式としては、2006年10月、第四高等学校が「四高開学120年祭」にあたって、その寮歌を全て四高同窓会長から金沢大学学長に継承するセレモニーを行った例もある。

## 寮歌の分類

### 学校の範囲
寮歌という分野がどこまでを指すものか、明確ではない。一般には「旧制高等学校で生徒によって歌われたもの」、という認識がされているが、寮外で作られた歌も歌われていた事実を考えると、これは少々曖昧なものである。
また、この基準では「旧制高等学校以外の高等教育機関で歌われた寮歌はどうなるのか？」という問題も生じる。例えば「日本寮歌祭」を主催している「日本寮歌振興会」においては、旧制高等学校（学習院高等科を含む）及び旧帝国大学予科の他、三商大・旅順工科大学の予科を含めた42校の同窓会組織を会員とし、陸軍士官学校、海軍兵学校、東亜同文書院、日本体育専門学校、明治専門学校、長崎高等商業学校、東京高等師範学校、早稲田高等学院、日本医科大学予科、愛知大学予科などを同志校として扱っていた （『日本寮歌集』～日本寮歌振興会発行～の平成3年度版の『序』を参照のこと）。同志校は日本寮歌祭に参加を表明した同窓会であるが、同じ公立大学の大阪商科大学予科を正会員とし、京都府立医科大学予科を同志校とする根拠はかなり薄いと言わざるを得ない。
この点ではむしろ、対象校を「旧制高等学校及び官公立大学予科」と定義している「全国寮歌祭」（大阪）の方が、基準としては一応の筋が通っていると言える（なお、全国寮歌祭は文部省所管以外の学校、即ち旧制高等学校には学習院高等科を、官立大学予科には神宮皇學館大學予科を含んでいる）。
したがって、大前提となる 「旧制高等学校で」 の部分について、改めて再検討を加える必要がある。即ち、純粋に旧制高等学校のみにするのか、あるいは旧帝国大学予科を含める38校とするのか。それとも、旧制専門学校を含めた旧制高等教育機関全般とするか、であろう（なおこの場合でも、当初は中等教育機関であり、後に高等教育機関となった師範学校の扱いが問題となる）。

### 歌の範囲
寮歌の分類だが、上記の対象範囲によらず、「生徒に歌われていた歌」、というのはおおむね変わりはないと思われる。この 「生徒によって歌われていた」、というのは 「生徒により作られ」、とは意味合いが異なる。なぜなら教授や、外部の手による歌も散見されており、単純に 「歌われていた」、とした方が明解になるためである。
ところがこの場合、少々やっかいな問題も生じる。つまり元々世間で歌われていた歌を学校内に持ち込んだものはどうなるのかという問題である。これはストーム、コンパの際に歌われていた歌に見られる。
分類上は（二高歌集におけるように）「懇巴の歌」として一括できるのだが、それを寮歌の範疇に含めるのか、それとも別に分類するのか、ということである。
同様の問題は『ストームの歌』と呼ばれるものによく見られ、歌詞のみオリジナルの北海道帝国大学予科の『ストームの歌』、歌詞も曲も一般の流行歌から取った、旧制静岡高等学校の『ノーエ節』などは、分類の境界線に困るところである。
また厳密には上記の範囲からは寮歌には含まれないものの、旧制高等学校の廃校後に作られた何周年記念祭歌については、寮歌に準ずる扱いとしても良いと思われるが、寮歌以上に未整理の状態である。

### 歌の分類
寮歌（広義の寮歌）そのものはおおむね以下のように分類できよう。なお序列は便宜、第一高等学校寮歌集の例に範をとり、一高に存在しなかった校歌、校友会歌については第二高等学校歌集に従った。
1. 校歌
2. 校友会（自治会）歌
3. 寮歌
4. 記念祭歌
5. 部歌
6. 応援歌
7. 頌歌
8. その他

なお旧制高等学校廃校後に作られた周年記念祭歌については今後の検討を要する。

## 歌詞の特徴
寮歌の歌詞は、当時の教育事情を反映して、そのほとんどが文語体である（ただし、部歌や応援歌の中には、くだけた口語体の歌も多く見られる）。七五調の詩が最も多いが、そのほかの詩形も存在する。
「漢詩の影響が強い」 とされるが、実際には土井晩翠の詩を経由した引用が多い。土井晩翠の詩集を見ると、そこかしこに寮歌の"部品"が散在している。明治期の寮歌は、当時最新の文学であった晩翠の詩と、若人の情熱とが合体して生み出された産物、と言えるだろう。
この他、長い修飾関係を持つことも指摘できる。すなわち 『嗚呼玉杯』 であれば、「嗚呼玉杯」 以降 「夢に耽りたる」 までが 「栄華の巷」 にかかり、それを 「低く見」る五寮の健児の意気は高い、という内容である。これは欧文体の影響は考えられないだろうか？
大正期以降においては、今日見ても違和感のないような口語体のものも見受けられる。また本歌取り --- と書けば上品だが、口悪く書けば元ネタ有り --- も数多く見られる。著名なところでは旧制大阪高等学校の 『嗚呼黎明』 は革命歌 『嗚呼革命』 からアイデアを借用したものといわれる。

## 曲 (メロディー) の特徴
曲としては、いわゆるピョンコ節といわれる節回しが多い。また少なからず短調化して歌われた。純粋に曲として捉えた場合明らかに稚拙なものもある。とりわけ團伊玖磨は「隠々滅々、或いは態度粗暴、音楽として聞く可きものは皆無に近い」と厳しく批判している。しかしながら、特に音楽教育を受けたわけではない生徒が作曲したものであることは考慮すべきであろう。昭和期になると、曲としても完成度の高い曲が出現している。

## 寮歌の数
旧制高等学校の寮歌だけでも、約2500曲あるとされる。寮歌の影響を受けた他の諸学校の歌も含めると、3000曲以上はあると考えられるが、この調査を完遂した人はまだおらず、今後もおそらく不可能に近い（一説には2938曲までカウント済み）。
なぜなら旧制高等学校・帝国大学予科全38校のうち、現在も自校の寮歌数が確定していない高等学校が数校あること --- これらの学校はそもそも同窓会で寮歌集すら出していない ---、また多くの高等学校で、戦後作られた寮歌が未調査のままになっていることが原因である。特に戦後寮を新設した学校に、未発見の寮歌が存在する可能性は高い。よってこのまま未発見のまま消えていくであろう寮歌はおそらく存在するものと思われる。事実、数年前、戦後特設高等学校の秋田県立高等学校の寮歌が発見されたことを考えれば、早急に調査されるべきであるが、現状の寮歌祭の多くが、旧制高等学校並び帝国大学予科のみを中心として、
運営されており、他の高等教育機関は参加でき得ないために寮歌祭の趣旨の一つであった保存継承という側面が失われているという現状を鑑みた場合、新たに、他の諸学校の歌まで発掘、掌握することはおそらく困難であろう。

## 代表的な寮歌
俗に三大寮歌と云われるものが有名である。
- 第一高等学校 （学制改革後 東京大学教養学部に包括・廃止）
  - 『嗚呼玉杯に花うけて』 （明治35年　第12回紀念祭東寮寮歌。矢野勘治 作詞、楠正一 作曲）
- 第三高等学校 （学制改革後 京都大学教養部に包括・廃止）
  - 『紅もゆる丘の花』 （明治37年　逍遥の歌。澤村胡夷 作詞、K.Y. 作曲[4]。）
- 北海道帝国大学予科 （学制改革後 北海道大学教養部（＝現総合教育部）に包括・廃止。しかし恵迪寮は予科→教養部→学部生と入寮対象を変えながら存続）
  - 『都ぞ弥生』 （明治45年恵迪寮歌。横山芳介 作詞、赤木顕次 作曲）

上記以外の各校の代表的な寮歌は、後述の書籍や 「寮歌の一覧」 を参照のこと。

## 書籍
- 『日本寮歌集』 （日本寮歌振興会発行、1992年10月 新装版、国書刊行会 刊。ISBN 433603320X）
- 『日本寮歌大全』 （旧制高等学校資料保存会編、1996年2月、国書刊行会 刊。ISBN 4336037892）
- 『平成の愛唱寮歌八十曲選』 （尾崎良江著、1997年11月、国書刊行会 刊。ISBN 4336040443）
- 『北大寮歌集』 （北大恵迪寮自治会寮歌普及委員会編、非売品だが北大生協で購入可）
- 『旧制高校物語』 （秦郁彦著、2003年12月、文藝春秋、ISBN 4166603558）
  - 文中寮歌に関する記述あり。新書なので簡単に入手できる。
- 『寮歌は生きている』
  - 古書籍店その他で入手可能。資料としての評価は厳しくなるが、取りあえず収録された曲数だけは最多である。